# Druh 8472
Druh 8472 je fiktivní mimozemská rasa vyskytující se v seriálu Star Trek: Vesmírná loď Voyager. Jde o tvory enormně biotechnologicky vyvinuté. Jako 8472 je označili Borgové, kteří napadli jejich domovský tekutý prostor, jenž se nachází mimo naši Galaxii. V MMO videohře Star Trek Online byli pojmenováni jako undinové (anglicky Undine).

## První kontakt
V roce 2373 Borgové objevili neznámým způsobem cestu do tekutého prostoru, kde se prvně setkali s druhem jenž označili jako 8472. Protože tento druh mohl pro společenstvo Borgů znamenat velký přínos v oblasti biologické vyspělosti, pokusili se je asimilovat. Následkem neúspěšného pokusu Borgů byla invaze druhu 8472 do delta kvadrantu známé Galaxie. 
Protože Borgové nebyli schopni čelit stovkám bionických plavidel druhu 8472, ten se začal dostávat hlouběji do známého vesmíru. Účinnou obranu vyvinul až Doktor z lodi USS Voyager pod velením kapitána Janewayové.
Když druh 8472 zaznamenal první ztráty, stáhl se z Galaxie zpět do tekutého prostoru. Následně ale opět tajně pronikli zpět do naší Galaxie, kde napodobili lidskou podobu a připravovali se infiltrovat základnu Hvězdné flotily na Zemi. Poté, co byla kapitánem Janewayovou jedna ze základen objevena, dohodla se s velícím členem přípravného tábora na příměří.

## Fyziologie
Výška dospělého jedince je zpravidla přes 2 metry, má enormně dlouhé a přitom nepoměrně slabé končetiny. Jeho hlava neúměrná tělu, s protaženým temenem a výraznými očními výstupky. 
Mají extrémně hustou genetickou strukturu, která jim poskytuje velmi silný imunitní systém. Téměř cokoliv, co přijde do styku s jejich buňkami, je okamžitě neutralizováno, ať jde o chemického, biologického nebo technologického narušitele. To je rovněž příčina, proč Borgové nemohli asimilovat členy rasy 8472 nebo jejich lodě. 
Účinnou zbraň dodal až Doktor z lodi USS Voyager, když modifikoval nanosondy Sedmé z devíti. Kombinace nanosond a biologického viru účinkovala v bionickém systému druhu 8472 (kdy jsou tvorové propojeni biologicky s technologií, obdobně jako Borgové technologicky se svými loděmi) jako epidemie s okamžitou smrtí.